# Доба (Олт)
Доба (рум. Doba) насеље је у Румунији у округу Олт у општини Плешоју. Oпштина се налази на надморској висини од 137 m.

## Становништво
Према подацима из 2002. године у насељу је живело 564 становника, од којих су сви румунске националности.